# 에이미 코니 배럿
에이미 코니 배럿(Amy Coney Barrett, 결혼 전 이름: Amy Vivian Coney, 1972년 1월 28일~)은 미국의 법조인이며 대법관이다. 2020년 9월 26일, 연방 대법원 대법관 후보자에 지명되었으며 10월 26일 임명되었다.
1972년 1월 28일, 루이지애나주 뉴올리언스에서 태어났다. 7남매 중 장녀이다. 테네시주 로드스 컬리지에서 영문학을 전공하였다. 이후 인디애나주 노터데임 대학교 로스쿨을 수석으로 졸업하였으며, 같은 로스쿨 출신 제시 배럿(인디애나주 검사)과 결혼하였다. 모교에서 교수로 재직한 바 있가 있으며, 앤터닌 스캘리아 대법관의 재판연구원으로 근무하기도 하였다.
2017년 도널드 트럼프 대통령에 의하여 제7연방 순회 항소법원 판사에 지명되었고, 상원 인준을 통과하였다. 그리고 2020년 9월 26일, 도널드 트럼프 대통령이 기자회견을 통해 루스 베이더 긴즈버그의 사망으로 공석이된 대법관 자리에 배럿을 지명한다고 밝혔다.

## 같이 보기
- 미국 연방 항소법원